# Sistema penitenciari espanyol
El sistema penitenciari espanyol actual està regulat principalment per la Llei Orgànica 1/1979, de 26 de setembre, General Penitenciària i l'article 25.2 de la Constitució espanyola de 1978.
La pena a les institucions penitenciàries espanyoles és principalment la pena privativa de llibertat i persegueix dos finalitats: la prevenció general, del dret penal, i la prevenció especial que implica que el temps dins servisca per a la reeducació i reinserció social.
El 2018 les morts per consum de droga pels presoners (62) es van duplicar respecte l'any anterior (28).
L'ex-director de Centres Penitenciaris Comendador García (16 juliol 2019) comentà en un article del 2019 que el sistema de funcionament i gestió de recursos humans era una mescla del sistema preconstitucional i d'aspectes que es limitaven a no xocar frontalment amb el que diu la Constitució. Criticà negativament que el personal "desempenya les seues funcions amb les dificultats que introdueix tota indefinició legal, deficientment dotat, insuficientement format i mancats de la necessària protecció jurídica".